# Urho Lehtovaara
Urho Sakari Lehtovaara (Pyhäjärvi, 27 ottobre 1917 – Lapinlahti, 15 gennaio 1949) è stato un militare e aviatore finlandese, asso dell'aviazione da caccia nel corso della seconda guerra mondiale abbattendo individualmente 44 aerei nemici e uno in collaborazione nel corso di 400 missioni. Insignito della onorificenza di Cavaliere della Croce di Mannerheim di seconda classe.

## Biografia

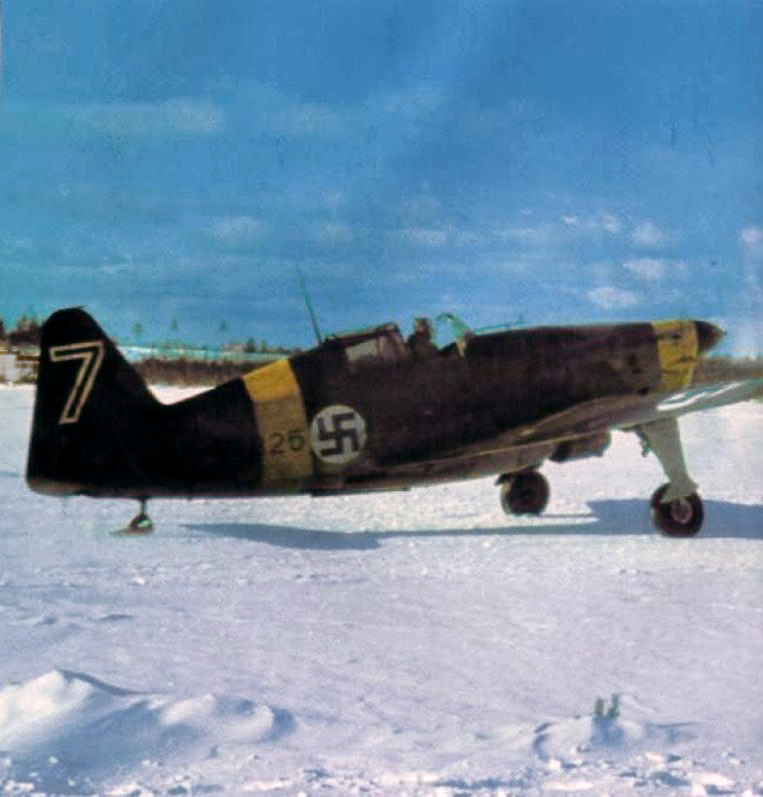
Un caccia Morane-Saulnier MS.406 dell'aeronautica finlandese.

Nacque a Pyhäjärvi, provincia di Oulu, il 27 ottobre 1917, figlio di Emil Arvo e Anni Sofia Kantonen. Nel 1934 la sua famiglia si trasferì a Salo dove divenne membro del locale aeroclub. Nel 1937 si arruolò nella Suomen ilmavoimat e nel 1938 egli conseguì il brevetto di pilota presso la Scuola d'aviazione di Kauhava, venendo poi assegnato come caporale maggiore al 26º Squadrone (LeLv 26) equipaggiato con i caccia Bristol Bulldog. Partecipò alla guerra d'inverno con il suo reparto, che nel gennaio 1940 fu riequipaggiato con i caccia Morane-Saulnier MS.406. Nel mese di febbraio fu trasferito al LeLv 28 basato sul lago Pyhäjärvi vicino a Turku, anch'esso dotato degli MS.406. Il 2 marzo conseguì la sua prima vittoria aerea abbattendo un bombardiere Tupolev SB-2 su Kiikala-Rekijoki, venendo promosso sergente il 26 dello stesso mese.
Durante la guerra di continuazione, intercettò tre bombardieri Ilyushin DB-3 il 3 luglio 1941 vicino a Ilomantsi, ne abbatté due e danneggiò il terzo. Il 9 luglio ha abbattuto altri due Tupolev SB-2 e un caccia Mikoyan-Gurevich MiG-1. Il 9 settembre distrusse tre caccia Polikarpov I-16. Il LeLv 28 fu trasferito nella Carelia orientale alla fine del 1941, e durante il 1942, ci furono pochi scontri con aerei sovietici per cui ottenne una vittoria durante l'anno, un Ilyushin DB-3 il 4 aprile. Il 12 gennaio 1943 abbatté un caccia Hawker Hurricane, e il 5 marzo un Polikarpov I-16 e Petlyakov Pe-2. Il 28 marzo 1943 fu trasferito al neocostituito LeLv 34, equipaggiato con i Messerschmitt Bf 109G-2. Il 26 aprile 1944 fu promosso al grado di sergente maggiore e il 9 luglio fu insignito della Croce di Mannerheim di seconda classe, la più alta onorificenza finlandese. Partecipò successivamente alla guerra di Lapponia contro le truppe tedesche in ritirata dalla Finlandia. Al termine del conflitto aveva conseguito 44 vittorie aeree individuali e una in collaborazione nel corso di 400 missioni. Posto in congedo il 28 novembre 1946 iniziò a gestire il proprio cinema a Suomusjärvi.
Arrestato dalla Polizia di stato (Valpo) ed interrogato sul caso dello Asekätkentä attaccò uno degli investigatori, afferrò la sua pistola e si suicidò in modo da non fornire alcuna informazione. La salma venne sepolta nella stessa tomba dei suoi genitori nel cimitero di Salo.

### Annotazioni
1. ↑  In quel periodo effettuò numerosi attacchi contro i treni di rifornimento sovietici che utilizzavano la ferrovia di Murmansk.
2. ↑  Si trattava di un piano segreto elaborato da alcuni militari per nascondere armi in vista di una possibile occupazione sovietica della Finlandia con cui condurre operazioni di guerriglia contro gli invasori.

### Fonti
1. ↑  Hurmerinta, Viitanen 1994, p. 204.
2. 1 2 3 4 5 6 7  Mannerheim Ristinritarit.
3. 1 2 3 4 5 6 7 8 9  Ciel de Gloire.
4. ↑  Stenman, Ehrengardt 2014, p. 62.
5. ↑  Stenman, Ehrengardt 2014, p. 65.
6. ↑  Stenman, Ehrengardt 2014, p. 69.